# Namibia Jukskei
Das Namibia Jukskei, ehemals Namibia Jukskei Board, ist der Dachverband des namibischen Jukskei-Sports. Der Verband ist Mitglied des Internationalen Jukskei-Verbandes (englisch International Jukskei Federation) und anerkannt durch die Namibische Sport-Kommission (Namibia Sports Commission).
Juskei wird seit 1941 in Namibia fast ausschließlich von den Afrikaanssprechenden Buren gespielt. Der Sport ist vor allem in Windhoek und Henties Bay verbreitet.
Der Verband arbeitet eng mit den Horseshoes-Spielern aus den USA zusammen.

## Regionalverbände
Der Juskei-Rat ist in vier regionale Verbände, West, Nord, Süd und Zentral untergliedert. 
Neben Turnieren und Ligen in den regionalen Verbänden werden gemeinsame, landesweite Turniere ausgetragen, an denen auch zahlreiche Freizeitmannschaften teilnehmen. Größte Turniere sind  „Jukskei Sageliga“ in Windhoek (2009 mit 20 teilnehmenden Mannschaften und 80 Spielern), "Noorde Opedag" (2009 mit 33 Mannschaften und 133 Spielern aus 13 Vereinen).

### Zentral
Die „Zentrale Jukskei-Region“ (afrikaans Sentraal Juskei Streek) ist mit knapp 100 Mitgliedern der größte Regionalverband. Hier finden sich fünf Vereine: Auas (bei Windhoek), Gobabis (in Gobabis), NDF (in Windhoek), Olympus (in Windhoek) und Vintage (in Windhoek).
In der Saison 2008/09 wurde Auas in der Sentraal Klub Liga Meister.

### Norden
In der „Jukskei-Region Norden“ (afr. Noorde Jukskei Streek) gibt es zwei Vereine:
- Maroelaboom
- Noerdgrens

### Westen
In der „Jukskei-Region Westen“ (afr. Weste Jukskei Streek) gibt es vier Vereine:
- Henties Bay (in Henties Bay)
- Swakopmund (Swakopmund)
- Usakos(Usakos)
- Walvis Bay (Walvis Bay)

### Süden
In der „Jukskei-Region Süden“ (afr. Suide Jukskei Streek) gibt es (Stand Mai 2025) keine aktiven Vereine.